# 托莱乌加利·阿布季别科夫
托莱乌加利·阿布季别科夫（哈萨克语：Төлеуғали Насырханұлы Әбдібеков，1916年9月—1944年2月23日）是一位苏军哈萨克族狙击手。他早年曾和父亲一起打猎，經常射击。二戰前曾參軍，復員後在一座棉花农场工作。蘇德戰爭爆發後他再度返回軍隊，並且在戰場擊殺395名德军。1944年2月22日，他被德军狙击手击伤，于次日伤重不治。他生前就已獲得紅旗勳章，去世後又被追授衛國戰爭勳章（一级）。他又在2022年被追授哈薩克斯坦英雄称号。